# Symphorus nematophorus
Symphorus nematophorus là loài cá biển duy nhất thuộc chi Symphorus trong họ Cá hồng. Loài này được mô tả lần đầu tiên vào năm 1860.

## Từ nguyên
Không rõ từ nguyên của chi. Theo các nhà ngư học hiện tại, từ này có thể được ghép từ hai âm tiết trong tiếng Hy Lạp cổ đại: súmphusis (σύμφῠσῐς; “cùng nhau phát triển”) và phérō (φέρω, “mang theo”), hàm ý đề cập đến các gai và tia mềm phát triển tạo thành một vây lưng liên tục. Còn từ định danh được ghép từ nêmatos (νῆματος; “sợi chỉ”) và phérō, đề cập đến một (hoặc nhiều) tia mềm ở trước vươn dài thành sợi ở cá con.

## Phạm vi phân bố và môi trường sống
Từ biển Andaman, S. nematophorus được phân bố trải dài về phía đông đến Fiji và Tonga, mở rộng ở phần lớn khu vực Đông Nam Á, ngược lên phía bắc đến quần đảo Ryukyu (Nhật Bản), xa về phía nam đến bờ bắc Úc và Nouvelle-Calédonie. S. nematophorus cũng được ghi nhận tại vùng biển Việt Nam.
S. nematophorus sống tập trung trên các rạn san hô ở độ sâu từ ít nhất là 20 đến 100 m.

## Mô tả
Chiều dài cơ thể lớn nhất được ghi nhận ở S. nematophorus là 100 cm. Cá trưởng thành màu nâu xám hoặc đỏ nhạt với các vạch sọc dọc màu đậm. Cá con màu nâu cam nhạt với các sọc ngang màu xanh óng ở hai bên lườn. Vây lưng có các tia trước vươn dài thành sợi.
Số gai ở vây lưng: 10; Số tia vây ở vây lưng: 14–18; Số gai ở vây hậu môn: 3; Số tia vây ở vây hậu môn: 8–11; Số tia vây ở vây ngực: 16; Số vảy đường bên: 53–59.

## Sinh học
Thức ăn của S. nematophorus là các loài cá nhỏ hơn. S. nematophorus có thể sống đến 36 năm.

## Thương mại
S. nematophorus được đánh bắt trên khắp các vùng biển thuộc phạm vi của chúng. Do có thể gây ra ngộ độc ciguatera mà loài cá này đã bị cấm bán ở một số nước như Úc và Vanuatu. S. nematophorus được đánh giá là một trong những loài cá độc nhất ở Vanuatu.